# Arthur Gore, 1. Earl of Arran
Arthur Gore, 1. Earl of Arran (* 1703 in Newtongore, County Mayo; † 17. April 1773) war ein irischer Peer und Jurist.

## Leben
Er war der älteste Sohn des irischen Unterhausabgeordneten Sir Arthur Gore, 2. Baronet (um 1685–1742), aus dessen Ehe mit Elizabeth Annesley.
Von 1718 bis 1722 studierte er am Trinity College der Universität Dublin. 1724 begann er eine juristische Ausbildung bei der Anwaltskammer Middle Temple und 1730 wechselte er an die King’s Inns und wurde dort im selben Jahr als Barrister zugelassen.
Von 1727 bis 1758 war er als Abgeordneter für das Borough Donegal Mitglied des irischen House of Commons. 1738 hatte er das Amt des Sheriff des County Wexford inne. Beim Tod seines Vaters erbte er am 10. Februar 1742 dessen Adelstitel als 3. Baronet, of Newtown Gore in the County of Mayo, der am 10. April 1662 in der Baronetage of Ireland seinem Urgroßvater verliehen worden war. Am 27. Mai 1748 wurde er ins irische Privy Council aufgenommen. Am 15. August 1758 wurde er in der Peerage of Ireland zum Viscount Sudley, of Castle Gore in the County of Mayo, sowie zum Baron Saunders, of Deeps in the County of Wexford, erhoben. Er schied dadurch aus dem irischen House of Commons aus und wurde Mitglied des irischen House of Lords. Am 12. April 1762 wurde er in der Peerage of Ireland auch zum Earl of Arran, of the Arran Islands in the County of Galway, erhoben. Ab 1772 hatte er auch das Amt des Custos Rotulorum des County Mayo inne.
Als er 1773 starb, erbte sein ältester Sohn Arthur seine Adelstitel.

## Ehe und Nachkommen
Am 16. März 1731 heiratete er Jane Saunders (1704–1747), Witwe des William Worth, Gutsherr von Rathfarnham im County Dublin, Erbtochter des Richard Saunders, Gutsherr von Saunders Court im County Wexford. Mit ihr hatte er fünf Kinder:
- Arthur Saunders Gore, 2. Earl of Arran (1734–1809);
- Hon. Richard Gore (* 1734), MP für Castlebar;
- Hon. Paul Gore, ⚭ Anne Leonard;
- Lady Joanna Gore, ⚭ (1) 1750 Philip Doyne, Gutsherr von Wells im County Wexford, ⚭ (2) Michael Daly, Gutsherr von Mount Pleasant im County Galway;
- Lady Elizabeth Gore, ⚭ 1764 Sir John Evans-Freke, 1. Baronet.